# فرمانده نیروی هوایی روسیه
فرمانده نیروی هوایی روسیه (انگلیسی: Commander of the Russian Air Force) ارشدترین جایگاه در نیروی هوایی روسیه است، که فرماندهی و کنترل نیروی هوایی روسیه را برعهده دارد. تا پیش از سال ۲۰۱۵ و زمان تأسیس نیروی هوافضای روسیه و تبدیل نیروی هوایی به‌عنوان زیرمجموعه نیروی هوافضا، سمتی با عنوان فرمانده کل نیروی هوایی روسیه  وجود داشت، که پیشینه شکل‌گیری آن به سال ۱۹۱۷ و وقوع انقلاب روسیه بازمی‌گشت. فرمانده نیروی هوایی روسیه توسط رئیس‌جمهور روسیه منصوب می‌شود و به فرمانده کل نیروهای هوافضای روسیه گزارش می‌کند.